# Cryptolabis perdistans
Cryptolabis perdistans är en tvåvingeart som beskrevs av Alexander 1967. Cryptolabis perdistans ingår i släktet Cryptolabis och familjen småharkrankar.
Artens utbredningsområde är Honduras. Inga underarter finns listade i Catalogue of Life.